# Nezvál Ferenc
Nezvál Ferenc (Győr, 1909. február 7. – Budapest, 1987. november 26.) bőripari munkás, jogász, város- és községgazdálkodási miniszter, később igazságügy-miniszter; eszperantista.

## Élete
Apja Nezvál Ferenc cipészsegéd, MSZDP-tag, akit a Magyarországi Tanácsköztársaság alatt vállalt szerepe miatt 12 év börtönre ítéltek, ám csak néhány évet kellett letöltenie. Anyja Hegedüs Ágnes volt, 6 gyermeket neveltek. 5 elemi elvégzése után 11 évesen a Khuen-Héderváryak uradalmában volt kocsis, 1924-től fogva cipész apja mellett volt inas, a következő évben felszabadult. Ekkor belépett a Bőripari Munkások Szakszervezetébe, majd három év múlva a KIMSZ-be is felvételt nyert. 1929. november 7-én egy kommunista tüntetés alkalmával lefogták, két és fél év börtönre ítélték. 1931-ben a KIMSZ II. kongresszusán küldött volt, s még ugyanebben az évben a KIMSZ KV-be is beválasztották. 1934-ben újra letartóztatták, 10 hónapot volt vizsgálati fogságban. 10 éven keresztül házi internálásban volt, majd megszökött, s hat éven keresztül - a második világháború alatt - illegalitásban élt Magyarországon. 1945-ben belépett a Magyar Kommunista Pártba, tisztségviselő volt, majd a '48-as egyesülés után az MDP-be, ahol szintén magas beosztásban dolgozott. 1945-től 12 éven át országgyűlési képviselő. 1951-ben jelentkezett az ELTE Állami- és Jogtudományi Karára, 1955-ben diplomázott. 1954-56-ban város- és községgazdálkodási miniszter helyettese, 1956. október 26-tól öt napon át miniszter, novemberben és decemberben pedig helyreállítási kormánybizottsági tag volt. 1956. december 29-től 1957. május 9-ig az Igazságügyi Minisztérium vezetője volt, majd igazságügy-miniszter is, egészen 1966. december 7-ig. 1957 és 1965 között az MSZMP KB tagja, 1957 és 1962 között pedig az Központi Ellenőrző Bizottságban vett részt. 1981-től fogva a Magyar Eszperantó Szövetség elnöke is volt. 1987-ben halt meg, a Fiumei úti sírkertben, a nagy munkásmozgalmi parcellában temették el.

## Művei
- A Szovjetunióban járt tanácsi küldöttség tapasztalatai; Népszava, Bp., 1952 (Szakszervezeti ismeretterjesztő előadások)
- Hatályos jogszabályok gyűjteménye. 1945–1958; összeáll. Nezvál Ferenc, Szénási Géza, Gál Tivadar irányításával az Igazságügyminisztérium munkaközössége; Közgazdasági és Jogi, Bp., 1960